# Kano Pillars FC
Kano Pillars Football Club – nigeryjski klub piłkarski utworzony w 1990 roku, grający w pierwszej lidze, mający siedzibę w mieście Kano. Domowe mecze drużyna rozgrywa na stadionie Sani Abacha Stadium, który może pomieścić 16 tysięcy widzów. Zespół jest dwukrotnym mistrzem Nigerii. Klub jest własnością stanu Kano.

## Historia
Klub został utworzony w 1990 roku w wyniku połączenia trzech lokalnych klubów: WRECA FC, Kano Golden Stars FC oraz Bank of the North FC. Od 2007 znajduje się prawie nieprzerwanie w czołówce nigeryjskiej piłki nożnej. W tych latach dwukrotnie zdobywał mistrzostwo Nigerii oraz trzykrotnie uczestniczył w Afrykańskiej Ligi Mistrzów. Zespół nigdy nie osiągnął większego sukcesu w Pucharze Nigerii, w 1991 roku udało mu się zajść do finału, gdzie musiał uznać wyższość przeciwnika.

## Występy w rozgrywkach

### Sukcesy[2]
- Mistrzostwo Nigerii: 2007/2008, 2011/2012
- Afrykańska Liga Mistrzów: dotarcie do półfinału (2009)

### Liga[3]
| Sezon     | Miejsce | Rozgrywki                             | R.m. | Z. | R. | P. | B.z. | B.s | R.b. | Pkt. |
| --------- | ------- | ------------------------------------- | ---- | -- | -- | -- | ---- | --- | ---- | ---- |
| 2005      | 10      | Nigeria Premier League                | 38   | 16 | 5  | 17 | 37   | 40  | –3   | 53   |
| 2006      | 4       | Nigeria Premier League (etap grupowy) | 18   | 9  | 2  | 7  | 26   | 22  | 4    | 29   |
| 2007      | 5       | Nigeria Premier League (etap grupowy) | 18   | 8  | 4  | 6  | 20   | 14  | 6    | 28   |
| 2007/2008 | 1       | Nigeria Premier League                | 38   | 17 | 13 | 8  | 43   | 28  | 15   | 64   |
| 2008/2009 | 7       | Nigeria Premier League                | 38   | 14 | 12 | 12 | 35   | 35  | 0    | 54   |
| 2009/2010 | 2       | Nigeria Premier League                | 38   | 19 | 9  | 10 | 48   | 29  | 19   | 66   |
| 2010/2011 | 4       | Nigeria Premier League                | 38   | 20 | 5  | 13 | 46   | 31  | 15   | 65   |
| 2011/2012 | 1       | Nigeria Premier League                | 36   | 17 | 10 | 9  | 45   | 26  | 19   | 61   |

### Rozgrywki międzynarodowe[4]
| Edycja | Rozgrywki                | Faza odpadnięcia |
| ------ | ------------------------ | ---------------- |
| 2009   | Afrykańska Liga Mistrzów | Półfinał         |
| 2011   | Afrykańska Liga Mistrzów | 1. Runda         |
| 2013   | Afrykańska Liga Mistrzów | 1. Runda         |

## Skład
Skład aktualny na dzień 13 lipca 2013 roku.
| Nr | Poz. | Piłkarz                |
| -- | ---- | ---------------------- |
| 2  | PO   | Musa Musa              |
| 5  | OB   | Nazifi Ammani          |
| 6  | OB   | Maurice Chigozi        |
| 7  | OB   | Mohammed Shehu Shagari |
| 9  | NA   | Mohamed Gambo          |
| 10 | PO   | Rabiu Muhammad         |
| 11 | NA   | Mannir Ubale           |
| 15 | NA   | Moses Ogaga            |
| 18 | OB   | Bala Mohammed          |
| 20 | OB   | Alhaji Alhaji          |
| 21 | OB   | John Simon Yampe       |
| 22 | BR   | Teophilus Afelo        |
|    | BR   | Nobas Omoregie         |
|    | OB   | Samuel Tswanya         |
|    | OB   | Gabriel Ikechukwu      |
|    | OB   | Ado Ali                |

| Nr | Poz. | Piłkarz              |
| -- | ---- | -------------------- |
|    | OB   | Umar Zango           |
|    | OB   | Abdullahi Shehu      |
|    | PO   | Ali Rabiu            |
|    | PO   | Kingsley Elechi      |
|    | PO   | Musa Mustapha        |
|    | PO   | Hillary Chukwu       |
|    | PO   | Bertrand Lekama      |
|    | PO   | Eugene Obi           |
|    | PO   | Abullahi Abubaker    |
|    | PO   | Bivan Emma Ayuba     |
|    | NA   | Nasiru Ali           |
|    | NA   | Kabiru Umar          |
|    | NA   | Nafiu Rabiu Ibrahim  |
|    | NA   | Bello Musa Kofarmata |
|    | NA   | Yaro Yaro            |
|    | NA   | Habibu Yunusa        |